# Bolko II. (Oppeln)

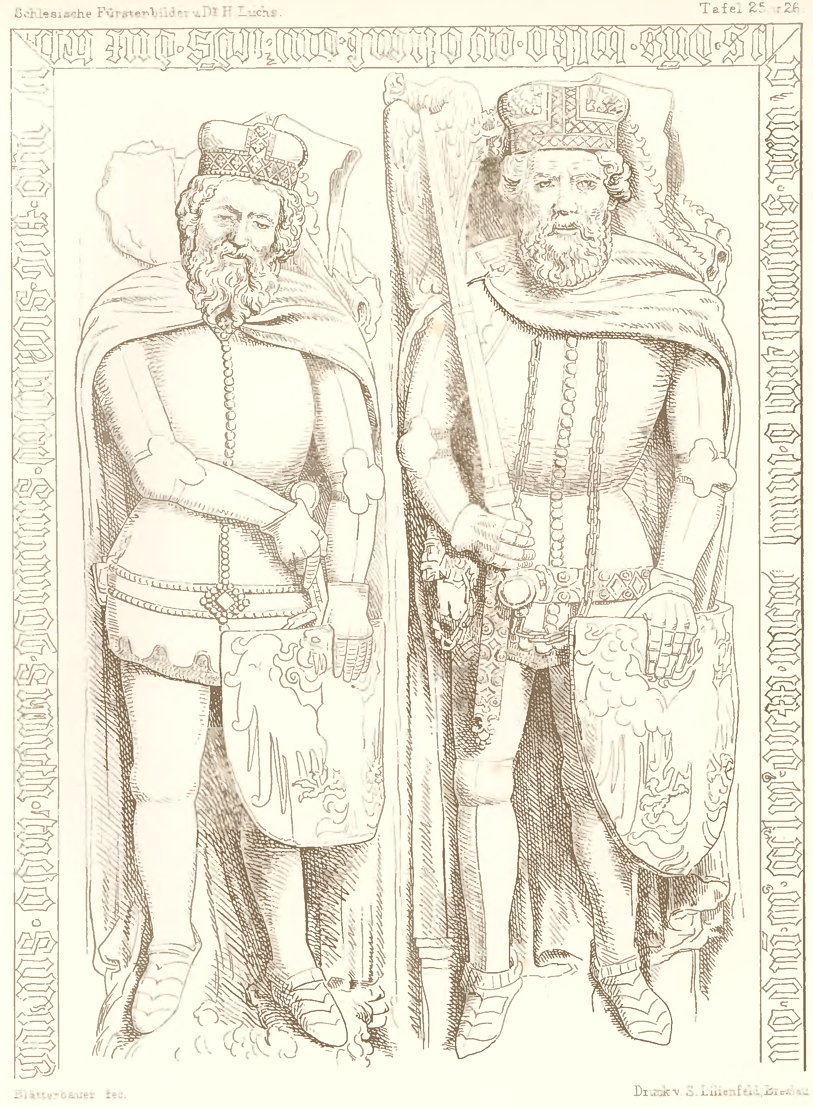
Hochgrab Bolkos (rechts) und seines Bruders Boleslaw von Falkenberg in der St.-Annen-Kapelle im Oppelner Franziskanerkloster

Bolko II. (auch Boleslaw II. von Oppeln; * um 1300; † 21. Juni 1356) war Herzog von Oppeln.

## Leben
Bolko II. entstammte dem Oppelner Zweig der Schlesischen Piasten. Er war der zweite von insgesamt drei Söhnen des Oppelner Herzogs Bolko I.
Da Bolko beim Tod seines Vaters im Jahre 1313 zu jung war, um die Regierung zu übernehmen, wurde er unter die Vormundschaft seines älteren, gleichnamigen Bruders Herzog Bolko von Falkenberg gestellt, dem auch die Regentschaft für seinen jüngsten Bruder Albert von Strehlitz und dessen Herzogtum übertragen wurde. 1323 wurde Bolko für volljährig erklärt und er übernahm selbst die Herrschaftsgewalt über sein erbteiliges Herzogtum.
1326 heiratete er Elisabeth, Tochter des Schweidnitzer Herzogs Bernhard. Durch diese Ehe näherte er sich zunächst dem Lager des polnischen Königs Władysław I. Ellenlang an. Am 5. April 1327 jedoch huldigte er dem böhmischen König Johann von Luxemburg. Während seiner Regierungszeit förderte er die wirtschaftliche Entwicklung seines Herzogtums. Er vergab Privilegien an Städte, förderte Handel und Handwerk, ließ Straßen ausbauen und für die Sicherheit der Reisenden sorgen. Seine Politik war von Erfolg gekrönt und steigerte den Wohlstand des Herzogtums beträchtlich. 1351 kaufte er Herzog Wenzel I. von Liegnitz die Städte Pitschen und Kreuzburg ab und erwarb Slawentitz von Herzog Boleslaw von Beuthen.
Bolko war dem Oppelner Franziskanerkloster eng verbunden und bestimmte die Sankt-Annen-Kapelle des Klosters zur Grabstätte der Herzöge von Oppeln. Dort wurde er nach seinem Tod 1356 beigesetzt.

## Nachkommen
Bolkos Ehe mit Elisabeth von Schweidnitz entstammten die Söhne 
- Wladislaus II.,
- Bolko III. und
- Heinrich von Oppeln (~1337–1356/65)
- sowie die Töchter Kunigunde, Agnes, Anna und Elisabeth.

Wladislaus und Bolko folgten ihrem Vater als Herzöge nach, Heinrich wurde Domherr zu Breslau. Die Töchter traten in Klöster ein.
Nach dem Tod seiner ersten Frau am 8. Februar 1348 heiratete Bolko erneut, doch die Identität seiner zweiten Ehefrau ist nicht bekannt. Dieser Ehe entstammte die Tochter
- Agnes Elisabeth, die den Markgrafen Jobst von Mähren heiratete.